# Leonid Lubiennikow
Leonid Ignatjewicz Lubiennikow (ros. Леонид Игнатьевич Лубе́нников, ur. 21 stycznia 1910 we wsi Fominowka w guberni jekaterynosławskiej (obecnie obwód ługański), zm. 30 listopada 1988 w Moskwie) – radziecki polityk, I sekretarz KC Komunistycznej Partii Karelo-Fińskiej SRR w latach 1955.1956.
1930 ukończył technikum przemysłowo-rolnicze w Nowoczerkasku, studiował w Instytucie Agropedagogicznym w Moskwie i Saratowie, 1933-1939 dyrektor szkoły w obwodzie saratowskim, od 1939 w WKP(b), 1939 kierownik wydziału propagandy i agitacji Komitetu Rejonowego WKP(b) w Bałandinie w obwodzie saratowskim, 1939-1944 oficer polityczny Armii Czerwonej w Nadwołżańskim Okręgu Wojskowym, 1943-1944 studiował w Akademii Wojskowej im. Frunze w Moskwie, po czym został mianowany zastępcą dowódcy pułku. Ranny, skierowany na leczenie, później do 1946 naczelnik obozów repatriacyjnych w Baranowiczach i Brześciu. 1946-1949 partyjny organizator KC WKP(b) w fabryce traktorów w Mińsku, 1949-1952 sekretarz i II sekretarz Miejskiego Komitetu Komunistycznej Partii (bolszewików) Białorusi w Mińsku, 1952-1953 I sekretarz Komitetu Obwodowego KP(b)B w Bobrujsku, a 1953-1955 w Mińsku. Od 1954 kandydat na członka Biura Politycznego KC KP(b)B, inspektor KC KPZR. Od 16 sierpnia 1955 do 25 lipca 1956 I sekretarz KC Komunistycznej Partii Karelo-Fińskiej SRR, następnie do września 1958 I sekretarz Karelskiego Komitetu Obwodowego KPZR. 1956-1966 członek KC KPZR, 1960-1963 I sekretarz Komitetu Obwodowego KPZR w Kemerowie, 1964-1965 zastępca przewodniczącego Komitetu Kontroli Partyjno-Państwowej Biura Politycznego KC KPZR ds. Rosyjskiej FSRR i Rady Ministrów Rosyjskiej FSRR. Deputowany do Rady Najwyższej ZSRR od 4 do 6 kadencji. Pochowany na Cmentarzu Kuncewskim w Moskwie.

## Odznaczenia
- Order Lenina (dwukrotnie)
- Order Rewolucji Październikowej
- Order Czerwonego Sztandaru (dwukrotnie)
- Order Czerwonego Sztandaru Pracy (trzykrotnie)